# 洪都拉斯深鱂
洪都拉斯深鱂，為輻鰭魚綱鯉齒目鯉齒亞目深鱂科的其中一種熱帶淡水魚，其种加词“guatemalensis”意为“危地马拉的”。分布於中美洲宏都拉斯、貝里斯、瓜地馬拉、薩爾瓦多淡水流域，體長可達7.5公分，棲息在底中層水域，生活習性不明，可做為觀賞魚。